# 権藤博
権藤 博（ごんどう ひろし、1938年12月2日 - ）は、佐賀県鳥栖市出身の元プロ野球選手（投手・内野手、右投右打）・コーチ・監督・野球解説者・野球評論家。
次女は「株式会社SONOKO（旧：トキノ）」の社長を務めた権藤嘉江子。

## 経歴

### プロ入り前
鳥栖高校では内野手だったが、投手不在となり投手に転向。3年次の1956年には夏の甲子園佐賀大会準決勝に進出するが、佐賀商に惜敗。甲子園には出場できなかったものの、その活躍から西鉄ライオンズから入団の勧誘を受けたが、その後に受けたブリヂストンタイヤのテストに合格。西鉄のテストで三原脩監督と川崎徳次の前で投げたことが自信になり、ブリヂストンのテストでは誰もバットにかすらなかった。先にブリヂストンから合格通知が届いたことと、当時はまだ体重62kgと体が細かったことから、西鉄からの勧誘を断り、卒業後の1957年に入社。同社の久留米工場用度課に配属され、8時10分始業で16時10分終業のなか、野球部は14時に上がって練習だった。当時の福岡は社会人野球が盛んで、近くには日鉄二瀬や東洋高圧大牟田、北九州地区には八幡製鐵、門司鉄道局と全国に名を馳せる名門がひしめいていたが、ブリヂストンは同好会のようなチームで、練習は個々の自主性に委ねられていた。華奢であった権藤は体力作りに勤しみ、腹筋、背筋にランニング、球場近くにある筑後川の川べりを毎日走った。徐々に体が強くなり、球も速くなったが、もとより身体能力は抜群で、他分野からも高い評価を受けていた。織田幹雄が「何とかコイツを東京オリンピックに出せないものか。出れば金メダルは確実」とため息をつき、東京オリンピックに向けて陸上競技400mハードルの選手に転向してほしいという要請をしていたという逸話がある。3年目の1959年にはブリヂストンの球場に日本石油や日本通運、立教大などが来て試合をしたが、ほとんど打たれなかった。対戦した投手には1957年の第3回世界野球大会で日本の優勝に貢献した堀本律雄もいたが、堀本が投げるブルペンの後ろで見ていた同期入社でバッテリーを組む堤田忠夫が「ゴン（権藤）のほうがすごい球だよ」と言ってくれた。
1960年の都市対抗北九州南部予選初戦で、強豪・日鉄二瀬を相手に延長10回まで無失点の快投をみせる。11回に1点を失い力尽きたが、その後、北九州代表になった日鉄二瀬の補強選手として出場。2試合に登板し、同じ鳥栖高の一年先輩である井上守（後に阪急ブレーブスでプレー）をリリーフし好投。計7イニングを無失点に抑えた。同年には日鉄二瀬の監督を退任して中日ドラゴンズの二軍監督に就任した濃人渉の働きかけで、中日が権藤の獲得に動いた。権藤は中日以外にも複数のプロ球団からスカウトされたが、最終的に「契約金はどの球団よりも高くする」という読売ジャイアンツ（巨人）の誘いを断り、1961年に中日へ入団。

### 現役時代
杉下茂のあとの背番号20を受け継ぎ、1年目の同年のオープン戦で28.1回を投げて自責点1（防御率0.31）の成績を残すと、一軍監督となっていた濃人から「今年はおまえを軸にしていく」と言い渡された。1年目より伸びのある直球と大きく縦に落ちるカーブを武器にエースとして活躍し、救援もこなした。同年はチーム試合数130の半分以上にあたる69試合に登板、うち先発は44試合に及んだ。35勝19敗、投球回数429.1回、奪三振310、防御率1.70を記録。沢村賞、新人王を受賞した。長嶋茂雄には相性が悪く、奪三振なし、打率.448と打ち込まれた。なお投球回数429回1/3は、1950年の2リーグ制施行以降、それまでの最高記録であった1957年の秋山登（大洋）の406回を23回1/3超える日本プロ野球シーズン歴代最高記録であり、2024年シーズン終了時点でも破られていない（1リーグ制時代を含めると歴代13位）。
連投に連投を重ねる権藤を指した「権藤、権藤、雨、権藤（雨、雨、権藤、雨、権藤と続く）」という流行語も生まれたが、この言葉が生まれたきっかけは、当時巨人の投手であった堀本律雄が「中日の投手は権藤しかおらんのか、つぶれてしまうぞ。権藤、雨、旅行（移動日）、権藤、雨、権藤や」と記者に語ったことからだという。1961年7月4日からは「雨・完封・雨・移動日・完投・雨・移動日・先発（5回を投げる）・雨・雨・移動日・先発（5回を投げる）」という、このフレーズに近い12日間だったということもあった。
2年目の1962年はスライダーを覚えて、先発39試合を含む61試合に登板、30勝17敗、投球回数362.1回、奪三振212、防御率2.33の成績を残し、2年連続最多勝に輝いた。しかし同年の春季キャンプから続いていた肩の痛みが悪化。シーズン中の過酷な登板に加え、当時の誤ったトレーニング・リハビリテーション方法（投球直後に肩を温めていた）により肘などにも負担がかかったことにより、3年目の1963年からは球威が落ちて10勝しか挙げられず、1964年は6勝と調子を落とした。
1965年の開幕を控えたころに西沢道夫監督から野手転向の話を受けたが、当時の権藤は1年目の成功体験が邪魔して周囲のアドバイスが素直に受け入れられなかった。西沢から強いリストを生かした打撃の可能性を評価し野手転向の勧めに従って、内野手に転向し、同年は伊藤竜彦らと三塁手のレギュラーを争い81試合に出場。1966年には開幕から2番・遊撃手として起用されるが、打撃の低迷が続く。1967年には主に三塁手として80試合に先発出場し、セ・リーグ最多犠打を記録。ようやく打撃の何たるかを掴みかけたと感じたが、この3年間で西沢の期待に応えたといえるほどの結果は残せなかった。
1968年キャンプイン直前に西沢が辞任、一方で徳武定之の移籍入団も決定した。杉下茂が監督に就任し、権藤の内野手としてのスローイングを見て、投手陣が弱体化していたこともあり「やっぱりお前はピッチャーだろう。もう一回やってみないか」とブルペンで投手練習を再開した。投手として投げはじめた途端に大人しかった右肩が痛みはじめ、4月27日の広島戦（松山）が最後の白星になった。
同年のキャンプ終盤、2軍メンバーとともに名古屋へ帰るようプロ入り9年目で初めて通達され、この時点で引退を決意した。投手時代の酷使体験は本人のみならず球界にも波及し、現役時代に投手コーチを務めていた近藤貞雄は「投手分業制」を発案するなど、のちの日本プロ野球に大きな影響を与えた。権藤自身はのちに連投に次ぐ連投だった新人時代を振り返り「あのころ、もう一人の僕がいたような気がして、自分でもすごいと思った」と話している。現役時代バッテリーを組んだ木俣達彦は著書の中で「しなやかで弾力的な足腰を使ったフォームで、おそらく150キロを超える直球を投げていた」と記している。その浮き上がるような速球は、かつて沢村栄治と対戦した松木謙治郎から「一番沢村に近い」と評されている。権藤は「私の時はムチャクチャ投げていただけで今は通用しません。私はそれで肩を壊しピッチャーの痛みが分かっています。」と述べている。

### 現役引退後

#### 中日コーチ時代
引退後に球団からは一軍マネージャーを打診されるが、権藤は自分の性格から、チームに帯同すれば選手にコーチしてしまい、本職のコーチに対する越権行為になると判断して固辞。退団後は東海ラジオ野球解説者（1969年 - 1972年）を務めたが、当時の報酬は1試合ごとの歩合制であったため、蓄えがなかったわけではないものの経済的に最も苦しい時期であった。解説の仕事は月に2、3度で時間があったため、知人とゴルフに出かけ月の半分はコースに出るようになった。「権藤はプロゴルファーになるのか」と言われたこともあったが、本人にはそんな気持ちはなかった。そんな状況をみかねたダンロップスポーツ中部の経営者であった相羽義朗に「フラフラと遊んでばかりいたらいかん」と説教されて「野球解説の仕事しながらでいい。私の会社で働きなさい」と救いの手を差しのべられ、ブリヂストン以来2度目のサラリーマン生活が始まった。権藤はこのことについて「名古屋市内にある会社で伝票を書き、デパートなどでは棚卸し作業を行い、野球解説の日は午後から球場に出向いた。知らぬ間に道を踏み外そうとしていた私を軌道修正してくれた相羽社長は野球をまっとうさせてくれた大恩人だ」と述べている。
その後は与那嶺要監督に招かれ中日に復帰し、二軍投手コーチ（1973年 - 1980年）→一軍投手コーチ（1981年 - 1983年）を務め、1974年と1982年のリーグ優勝に貢献。郭源治・都裕次郎らを育成したほか、1982年、牛島和彦を監督の近藤とともに「先発をすると甘い球がある。でも勝負どころでは素晴らしい球を投げる。抑えの適性がある」と抑えに転向させると、牛島は抑えに定着して7勝4敗17セーブと成績を残した。

#### 近鉄コーチ時代
退団後はフジテレビ・東海テレビ・東海ラジオ野球解説者・中日スポーツ野球評論家（1984年 - 1987年）を経て、1988年からは近鉄バファローズの監督を務めていた仰木彬から招聘される形で、近鉄の一軍投手コーチに就任。仰木とは現役時代から親交があり、仰木と権藤をコーチ時代に指導した坪内道則が仰木に相談された際、権藤を推薦したことが就任のきっかけである。(近鉄から要請の方が早かった為南海監督・杉浦忠からの勧誘もあったが断っている)
近鉄コーチ時代には伸び悩んでいたいた山崎慎太郎を先発ローテーションに入れ、加藤哲郎を再生し、吉井理人をストッパーに抜擢。1988年6月、リチャード・デービスが大麻不法所得で逮捕されるという事件が起き、権藤は本職ではなかったが、旧知の中日関係者に当時中日の二軍でプレーしていたラルフ・ブライアントについて確認したところ、外国人枠の関係で当面は一軍での出場チャンスはないと聞き、その旨を仰木に伝え、ヘッドコーチの中西太とともに西宮球場で開催されていたウエスタン・リーグの中日戦を視察した。権藤らはブライアントの打撃を見て、スイングは粗いがとてつもなく速いと感じ、やがて近鉄は中日にブライアントを金銭トレードで譲渡するよう申し入れ、獲得が決まった。近鉄コーチ1年目は前年リーグ最下位であったチーム防御率（4.22）をリーグ2位の3.23に改善させた。
1989年もチーム防御率2位を記録し、リーグ優勝に貢献したが、仰木監督と折り合いが悪く、違約金1300万円を支払って同年限りで辞任。

#### ダイエーコーチ時代
辞任後の1990年は東海テレビ野球解説者・日刊スポーツ野球評論家を務めるが、同年の夏には福岡ダイエーホークスから投手コーチ就任の要請を受け、同年オフには改めてダイエーから投手コーチ就任の打診を受ける。このころには古巣の中日からも投手コーチの打診を受けていたが、権藤はダイエーから同年夏の時点で既に要請があったことに加え、フロント入りしていた杉浦忠が前身である南海の監督を務めていた時代に南海からコーチとして誘われながら、先約の近鉄を優先した過去があったことから、生活の拠点を置く名古屋を離れ、中日より先に声をかけてきたダイエーのオファーを受諾した。
1991年から1993年までダイエー一軍投手コーチを務め、チーム防御率を5.56から4.22にまで改善させたが、それでもチーム防御率リーグ最下位から抜け出すことはできなかった。ダイエー時代は村田勝喜、本原正治を指導し、池田親興を抑えで起用し、ダイエーコーチ3年目、根本陸夫が監督になり、さっそく下柳剛の起用を進言し、息の長い下柳の基礎を作った。93年限りで解任される。

#### 横浜コーチ・監督時代
ダイエーコーチ退任後はフジテレビ・東海テレビ・東海ラジオ野球解説者・中日スポーツ野球評論家（1994年 - 1996年）を経て、1997年には同じフジテレビ系列で解説者を務めていた横浜ベイスターズ監督・大矢明彦から招聘される形で、横浜の一軍バッテリーチーフコーチに就任した。1997年シーズン当初の横浜は負け込んでいたが、若手に切り替え中継ぎが育っていき、チーム防御率を前年最下位の4.67から3.70に改善させるなど長年の課題だった投手陣の整備に成功、チームの2位躍進に貢献した。またこのころ、福盛和男を見出し、戸叶尚、横山道哉あたりの若い投手も出てきた。
1997年オフに大矢が監督を辞任したことを受け、球団は森祇晶に監督就任を要請するも森が固辞したため、次期監督が未定の中で暫定的に指揮を執っていた権藤がそのまま翌1998年シーズンから横浜の監督に就任することが決まった。就任当時59歳で、監督初就任時の年齢としては当時の史上最年長記録であった。権藤は監督就任後、二軍コーチを務めていた山下大輔を一軍へ呼び戻し、ヘッドコーチとして配置転換する。トレードで近鉄時代の教え子である阿波野秀幸を巨人から獲得、また波留敏夫がプロ野球脱税事件に関わって出場停止処分を受けたことから、その穴埋めとして中根仁を盛田幸妃とのトレードで獲得した。就任1年目にチームを前身である大洋ホエールズ時代の1960年以来、38年ぶりとなるセ・リーグ優勝に導き、日本シリーズは下馬評は西武ライオンズと有利と予想されたが、4勝2勝で破り、1960年以来38年ぶりとなる日本一に導いた。
球団史上初のリーグ連覇を目指して迎えた2年目の1999年はマシンガン打線が猛威を振るい、チーム打率.294という当時のNPB記録を更新、1408安打、711得点と驚異的な数字を残した。特にロバート・ローズが首位打者、打点王を獲得したが、投手陣のチーム防御率は前年の3.49（リーグ2位）から4.44（リーグ5位）に悪化し、チームは優勝争いに絡むことなくリーグ3位に終わる。権藤は同シーズンの戦いぶりについて、「打ち過ぎると打たれちゃうんです。優勝するために使うエネルギーってものすごいですよ。黄金時代の西武とかね。あれぐらい強くなると別。佐々木が肘がおかしくなって手術した」と述べている。
3年目の2000年は佐々木がFAでシアトル・マリナーズへ移籍した一方、千葉ロッテマリーンズから小宮山悟が加入した。同シーズンはチーム防御率は3.92に良化したが、チーム得点は576（リーグ4位）と前年より激減、チームはリーグ3位に終わる。同シーズン終了後、契約満了をもって退任した。同年は金城龍彦が首位打者と新人王を獲得、また木塚敦志が7勝18セーブの成績を挙げるなど、投打の新戦力が台頭したが、二桁勝利は11勝の三浦大輔のみと、先発投手陣が結果を残せなかった。

#### 横浜監督退任後
横浜監督退任後は東海ラジオ（2001年 - 2011年）・東海テレビ（2009年 - 2011年）野球解説者・スポーツ報知（2001年 - 2008年）野球評論家として活動していた。この間の2002年より巨人の一軍投手コーチとして入閣の予定があったが、親交のある長嶋茂雄監督の退任に伴い、立ち消えになった。その他の球団からもコーチの誘いが公式、非公式含めてあったという。
現役時代の同僚でもある高木守道が中日の監督に復帰した2012年には、同球団の一軍投手コーチに再び就任。日本プロ野球球団の現役監督・コーチでは最高齢となる73歳で、12年ぶりに現場への復帰を果たした。投手コーチという肩書ではあったが、ヘッドコーチ格として髙木監督を支えた。
復帰後は、新人・若手投手の積極的な起用やそれまで先発要員だった山井大介の救援（セットアッパー→クローザー）転向などを通じて、チームのセントラル・リーグ2位と6年連続クライマックス・セ進出に貢献。しかしシーズン終盤にエースの吉見一起が故障で今季絶望となり、中田賢一、エンジェルベルト・ソトも登板不可能となる。残る先発投手はシーズン10勝の山内壮馬を除けば4勝の大野雄大、3勝の川上憲伸、山本昌、1勝の伊藤準規という状況であったが、ファイナルステージ第1戦から第3戦まで巨人に3連勝。しかしその後は3連敗で敗退。その直後となる10月24日に、退団が発表された。
2013年からは、東海テレビ・東海ラジオ野球解説者へ復帰するとともに、日刊スポーツ野球評論家としても活動。
2016年1月28日に「侍ジャパン強化試合 日本 vs 台湾」の日本代表投手コーチを務めることが発表され、2017年度WBCでも日本代表の投手コーチを務めた。
2024年10月26日には横浜スタジアムで開催された横浜DeNAベイスターズ対福岡ソフトバンクホークスの日本シリーズ第1戦で始球式に登板、後輩たちを激励した。

## 指導者として
アメリカ・フロリダ教育リーグでのコーチ修業時代の経験から、選手を大人扱いする「Don't over teach（教え過ぎない・口を出し過ぎない）」という主義をコーチ・監督業を通して貫いている。権藤自身はこの指導スタイルを「奔放主義」と名付けている。選手の感性と自主性を尊重しながらチームを勝利に導く手腕は当時の各メディアでも話題となり、球界内でも評価が高い。
「今の野球は抑えで8割が決まる」「抑え投手は打者の4番に該当する。先発3本柱より格上」などといった持論をもっている。
現場復活への道を開いてくれた相羽社長と与那嶺の2人を恩人として挙げている。

### 投手コーチとして
「投球フォームはその投手の主張」が持論で、投手のフォームにはほとんど口を出さなかった。コーチとしてフォーム矯正を施したのは都裕次郎だけだという。
近鉄コーチ時代に指導を受けた加藤哲郎は「当時、投手陣はみんな権藤さんのことは慕っていました。僕の野球人生の中で恩師と呼べる人がいたら、それは唯一、権藤さんですね。現役時代、登板過多で肩を壊した経験があるので、ピッチャーの立場になって考えてくれる人でした」と述べている。
同じく近鉄コーチ時代に指導を受けた吉井理人は、最も影響を受けた尊敬するコーチとして権藤の名を挙げ「それまではベンチの首脳陣の目を気にしながら投げていたんですが、（権藤さんから）「打たれたときは俺のせいやから」と日々言われていました。マウンドに勇気を持って投げられたのはこのときからです」と述べている。
中日の投手だった平沼定晴は「プロに入って最初に出会った権藤博さんのインパクトは凄かったですね。投手コーチなのに監督みたい。しばらく最初は、顔を合わせるだけで体調が悪くなっちゃう。でも、育つためのやりやすさを作ってくださった」と述べている。
カウント2ストライク0ボールから明らかなボール球で外すことについて「投手が有利なのに何故わざわざ外すのか」と、3球勝負をしないバッテリーが多いことに苦言を呈している。
2020年代になるとすっかり球界に定着した先発投手の中6日ローテーションについては、2022年の動画で「とんでもない」「40幾つになっても投げる人のために(ある)」と否定しており「大体ピッチャーの肩は中2日で治り、中3日置けば十分行ける。気持ちを高ぶらせるためにもう1日置いて、中4日で十分」と主張している。その代わり、1シーズンや将来のことを考えて1登板原則100球、最大120球に球数を抑えるべきだと付け加えている。

#### 監督との対立
コーチとしては直言居士で、たとえ上司（監督）であっても間違いだと思う言動には徹底して異論を唱えるタイプであり、「監督なんかに負けられるか、と思って仕事していた。監督にナメられてるようなコーチじゃ仕方がない。だから目一杯、自分を出す」と後年語っている。近鉄コーチ時代には仰木彬と、ダイエーコーチ時代には田淵幸一と、中日コーチ時代には高木守道との不仲説も噂され、特に高木監督との対立はメディアでたびたび取り上げられた（後述）。
近鉄コーチ時、権藤は投手の育成・心理体調の面から、戦略として頻繁に中継ぎなどをした仰木の投手起用に異議を訴えていた。一方の仰木は自著において「コーチは監督ではなく投手の利益代表でもない」ということから権藤の姿勢を「コーチという職分、位置をわきまえていなかった」と批判している。
中日コーチ時（2012年）には高木監督（当時）と投手起用などで持論をぶつけ合い、また当時の高木は報道陣の前やチーム内部で自軍の選手を名指しで批判・叱咤することが多かったため「マスコミの前で選手の悪口を言わないでほしい。選手は一番こたえるものです」「打たれた・打てないはコーチの責任。勝った負けたは監督の責任」と諭したこともあった。著書の中でも「プロ野球界に長く携わってきた私はコーチ時代に最悪の怒り方が分かった。人前で怒るのは最悪の怒り方。人前で怒られて嬉しい人はいないだろう。本人にとっては人前で怒られるのは恥以外の何事でもないからそのことによってプライドは大きく傷つく。」と記している。その一方で、退任の際に「高木監督に対するわだかまりはない」と発言している。
江夏豊は「名監督は数多くいても、名コーチは少ない。そのなかで打つほうの名コーチは中西太さん、投げるほうの名コーチは権藤さん」と語っている。また、江夏は2012年のクライマックスシリーズでは巨人との対戦では継投策を絶賛し、退団を惜しんでいる。豊田泰光も権藤と高木の対立を「お互いの職務を全うしようとしたが故のバトルだった。こういうエネルギーのはらむチームを相手にするのはかえって嫌なもの」と評価しており、権藤の退団を惜しんだ。
この中日退団に際して、1989年の近鉄退団のときと重ね合わせる見方、なかでも、2012年のクライマックスシリーズと1989年の日本シリーズのいずれも投手起用をめぐる監督との対立で退団への方向が決定的となったとみられることがある。

### 監督として
大洋、横浜、DeNAの歴代監督のなかで唯一監督就任中に全てAクラスでシーズンを終えた監督である。
コーチとして近藤、仰木、田淵、根本などいろんな監督を仕さえ、やりあった経験から「自分が監督になったらこれだけはすべからず」と思っていたことがいくつかあり監督就任は戸惑いはなかったという。横浜監督時代は「オレのことを『監督』と呼ぶな!」というユニークな方針を打ち出し、自らを「権藤さん」と呼ぶように指示していた。これは監督を退いた後を見据えていたのと、肩書きを捨てることで選手との垣根をなくすことが目的だった。このルールは自チームの選手やスタッフだけではなく取材陣も対象とされ、違反した者には罰金1,000円を支払わせるという名目になっていた。実際に、当時の所属選手の中でもベテランであった谷繁元信は、このルールを知らないまま権藤に「監督！」と呼び掛けたものの、権藤が聞こえていないフリをし、それに気付かぬまま再び「監督！」と呼んだところで、権藤に「ハイお前、罰金2,000円な！」と言われて狼狽したと語っている。
また夜間練習の強制もせず、各選手の自主性や危機感に任せた。選手全員を集めるミーティングも基本的に行わず、実施しても「皆さんはプロですからプロらしくやってください」など簡単な一言で済ませ、すぐ退出することが多かった。そのかわりグラウンド等で選手1人1人に対して個別にコミュニケーションを取ったという。
監督に就任してまもない時期、コーチ陣に「選手に練習をしやすい環境を整えてしっかりと練習を観察してほしい。ただし、選手がアドバイスを求めてくるまで技術的な指導はしなくていい」と述べており、これに対し山下大輔は「プロになる選手は当然ながらそれなりの素質を備えています。まして1軍の選手ともなれば、技術だけではなく野球になる考えもしっかり持っています。もちろん、プロになってまもなかったり不調で悩んだりしている選手からアドバイスを求められたら、適切に指導する必要があります。でも、そうではない選手にコーチが『ああでもない、こうでもない』と声をかけると、かえって混乱を招きかねません。権藤さんが徹底した『何もしない』という考えは、選手一人一人を最大限を認め尊重することだったと思います。つまり、何もしないことによって選手の自主性を引き出したのです。当時のベイスターズには個性的な野手や投手が多く、選手同士で刺激しあい切磋琢磨していました。決して仲がよいわけではないけれどチームが同じ方向を向いて一つにまとまっていたんです。リーグ優勝・日本シリーズ制覇を果たすことができたのも、言葉ではなく態度で個々の選手を尊重し自主性を促した権藤さんの考えによるところが大きかったと思います」と述べている。
権藤の監督時代に大活躍を見せたロバート・ローズからは「最高のボス」と慕われている。ローズは毎年のように自分に取って代わる外国人を獲得しようとしたり、年俸を渋ったりするフロントにわだかまりを持ち、引退も考えていた。その心情を察した権藤は、1999年の夏頃、球団の雇った通訳ではなく英語に堪能な自身の娘のみを同伴させて、1対1でローズと腹を割った話をした。結果「権藤が監督でいる間は引退を考えないようにするよ」と権藤に全幅の信頼を置き、大活躍の下地を作った。権藤は「ローズに言われましたよ。『このチームなら誰が監督やっても勝てる。ただし、監督が何もしなかったら』と。それは私に対する最高の誉め言葉でしたね。黙って選手に任せてくれたからって。私はノムさんに『何もしない無能監督』と言われましたけど何もしなくても勝てる、ローズの言葉はノムさんへの皮肉でもあったんです。」と述べている。
座右の銘は「Kill or be Killed（殺るか、殺られるか）」。横浜監督時代、開幕ベンチ入り投手全員にこの一文を入れたサインボールを渡したという。
ダッグアウトで采配をとるとき、ベンチに座らず立ったまま、顎もしくは頬に掌を当てながら試合を見守る姿が、しばしば中継カメラに映された。この佇まいは権藤のトレードマークとなり、当時のスポーツ新聞や週刊誌の風刺野球漫画ではよくネタにされていた。ちなみに、コーチ時代も同じポーズを取ることが多かったといわれている。
1998年の日本シリーズでは、対戦相手である西武の監督が以前から親交のある東尾修だったため、シリーズ直前にマスコミ公開での食事会を行っている。そこで非公式とはいえ、予告先発を約束した。グラウンド外での舌戦や腹の探り合い、駆け引きなどを排除し、選手たちの力と技の勝負を堪能してもらいたいという意味合いで行われた会食であった。また、シリーズ終了後には『Sports Graphic Number』においても東尾と対談を行っている。シリーズ終了後から数週間後に、直近まで競い合っていた敵チームの監督同士が対談するのは非常に稀である。
斎藤隆は「権藤さんとの出会いがなければ、今の自分はなかったかもしれない。指導者としての優秀さはそれだけに留まらない。投手としてまだそれほど高いレベルにはない私にもわかりやすい、それでいてポジティブな言葉で指導してくれた。昭和の指導者には数少ないタイプだ。監督として、投手の球数やイニング数の管理という形で当時から取り入れていた。まだ今のようにデータ管理されていなかった時代、アナリストなどいない時代に。まつわるエピソードのほんの一部。権藤さんの投手理論は今の時代にも十分通用するだろう。むしろ、今の投手にも必要な思想と思考ではないかとさえ思う。」と述べている。

#### 采配の特徴
「（自分は）8割はピッチングコーチ」と公言し、試合でもベンチから配球のサインを出したり、自らマウンドへ出向き投手への指示や投手交代を行っていた。権藤の下で2000年に一軍投手コーチを務めた遠藤一彦は「私はピッチングコーチ補佐（的な立場）だと認識していた」と述懐している。一方、野手に対してはヘッドコーチの山下大輔や打撃コーチの高木由一に一任し、打者・走者へのサインも最小限にし、選手の判断に任せていた。山下は権藤に「攻撃では迷ったら、下手に動かず何もしないことですよ」とアドバイスし「その言葉をうのみしたわけではないでしょうが、何もしないことを徹底してサインはほぼ出さなかった」「（1998年は）一度もバントのサインを出していない。あの年はエンドランのサインも一度も出していない」と語っている。しかしあまりにもサインが出ないため、最下位に沈んでいた2000年の前半には選手が主導して開かれたミーティングで、もう少し攻撃面の戦術も考えてサインを出すよう求められたという。
自身の現役時代の体験から「投手の肩は消耗品」が持論である。横浜の監督となった1998年には抑え投手の佐々木主浩を不動の中心とし、リリーフ投手にも『中継ぎローテーション』を確立し、連投による酷使を極力避けさせた。谷繁は「基本的に3連投はさせていないと思います。2日投げたら、翌日は絶対に休み。チームを“ブラック企業”にさせなかったんです。しかも、勝ちゲームで使える中継ぎを二手に分けていた。右なら五十嵐英樹、島田直也がいて、左は阿波野秀幸さん、森中聖雄など。そこでローテーションを組みながら、同じ日に五十嵐と島田を行かせないようにしていました。そうして万全の備えをしたうえで、先発が7回まで行ってくれれば楽なゲーム展開になります。極端にいえば、8回に3人でも突っ込めるわけですから。権藤さんは監督時代に「俺はピッチングコーチだ」と言っていましたし、投手陣のやりくりはさすがというしかありません」と述懐している。ただしダイエーコーチ時代の下柳剛に関してだけは例外扱いし、制球力をつけさせるため毎日のように練習や試合で登板させた。これは当時監督だった根本陸夫が下柳自身の体の強さや社会人時代から行っていた練習の質・量を把握しており、根本から「アイツは壊れん」と諭されたことによるものである。
「送りバントというのは、わざわざ敵にアウトを献上するという世にも馬鹿馬鹿しい作戦だ」「監督としては一貫して犠打の必要性を否定してきた」などと述べており、実際にも限られた場面でしか送りバントを用いなかった。このため横浜監督在任時のチーム犠打数は3年間ともリーグ最少である。いわゆるマネー・ボール理論で語られるものと類似しており「投手の肩は消耗品」「中継ぎローテーション」という持論などからもメジャーリーグでみられる思想と通じるものがある。ただし終盤1点を争うような展開での送りバントまでは否定しておらず、チームが優勝争いの輪に加わっているシーズン終盤からは監督は勝利のためなら何をやってもいいという考えも持っていた。
「審判は絶対」「抗議しても覆らない」という持論を遵守し、判定にほとんど異議を唱えることはなかった。岡田功によると、ある日の試合で、ストライク・ボールの判定でもめて選手に押されて抗議には向かったが、審判の前に立つなり「選手の手前、黙ってるわけにはいかんから、世間話していいかな? ちょっと時間くれな」というなり世間話をはじめ「ありがとう」といってベンチに戻っていったという。また1998年8月7日の広島戦では、鈴木尚典が打ったホームラン性の当たりを二塁打と判定され、権藤はベンチから出るも審判に一言確認しただけでベンチに下がっていった。これには選手たちから「いつも戦えと言ってるのに自分は戦わないのか？」と不信感を持たれ、権藤は翌日に「みんなに戦えと言ってきた。そう言っていながら俺は昨夜審判と戦っていなかった。すまん、今後気をつける」と謝った。その言葉通り、翌日の試合で波留敏夫が守備妨害をとられた際、ベンチを飛び出し声を荒げながら5分間にわたって猛抗議をした。
ただし、これらの権藤の方針は就任2年目以降チーム内で軋轢を生みはじめ、特に野手陣はほぼ全てコーチ任せにしていたこともあってか上手く意思疎通ができていなかったとされる。その象徴的な出来事として、就任3年目の2000年6月18日の対広島12回戦で、相手の右投手ネイサン・ミンチーに対し、左打者の駒田徳広に代えて右打者の中根仁を代打に送ったことで、プライドを傷つけられた駒田が激怒し試合中にもかかわらず帰宅するという事件が起きた。これはマスコミにより駒田の「無断帰宅」として報道された。実は、この造反の原因は代打を送られたことだけではなく、以前から駒田は権藤の指揮官としての指針に不満を蓄積していたという（駒田徳広の項目も参照）。なお駒田はこのシーズン終了後に現役を引退。一方の権藤も、当時球団社長の大堀隆とは兄弟のように蜜月だったが、他のフロント陣や石井琢朗ら一部主力選手との対立も相まって同年限りで契約満了による退任を余儀なくされた。これについて駒田は「権藤さんは一部の可愛がっている選手とばかりつるんでおり、これに危機感を抱いた選手会長の石井琢朗らに促されたのもあって自分がチームの現状や権藤さんの方針に苦言を呈したところ、その後は口もきいてもらえなくなった」といった旨を語っている。また「無断帰宅」というのも誤りで、「山下大輔ヘッドコーチが心配して『2000本という目標があるじゃないか。きょうは帰っていいから（次戦の）神宮には必ず来いよ』と言ってくれました。新聞には『無断帰宅』と書かれましたが、山下さんの言葉がありますから、無断じゃないですよ」と語っている。権藤は「引退してから駒田は分かってくれたんです。権藤さんが監督でなかったら2000安打は達成できなかったって。あのときは二軍に落とすしかなかったんですよ。上においても暴れるから。その代わり、10日間、二軍で何やってもいい。試合に出てもいいし、休んでもいい。その代わり、10日後、一軍に戻ってきたら5番を打たせる。」と言ってそのとおりにしました。今では駒田と会うと、笑って話をしますよ。」と述べている。

#### 野村克也との対立
監督としての権藤は「何よりも野球は選手がやるもの。監督は、選手個々の考え方や才能を自由に発揮できる環境を作るだけ」という哲学を貫いた。リーグ優勝を果たして胴上げ直後の勝利監督インタビューも一言二言だけで終わらせ、その後の個別インタビューも「主役は選手だから」と出演を断るなど、ファンや取材陣の前で選手より目立つような言動を控えていた。これに対し、同時期にヤクルト・阪神の監督であり「野球は監督の采配如何で勝敗が決する」「監督というのは、広報も兼ねている」という持論を展開する野村克也は、権藤の采配スタイルやマシンガン打線を「勝って無礼（勝手無礼）な行儀の悪い野球」と評し、権藤や横浜選手の人格に至るような部分まで公然と批判を展開した。1998年、優勝マジック3の横浜は10月3日 - 10月6日と地元・横浜スタジアムでヤクルトとの4連戦を迎えた。この連戦以前の横浜は上記の因縁から権藤が「ID野球なんてクソくらえ」と選手にハッパをかけていたこともあり、ヤクルト戦では特に闘志をむき出しにして戦い、大きく勝ち越していた。地元胴上げの期待は最高潮に達していたが、野村は「1年目の権藤に簡単に優勝させるわけにはいかない」と闘争心を露にし、当時好調だった川崎憲次郎、石井一久、伊藤智仁らをぶつけて3連勝し、自身の目の前での胴上げだけは阻止した。
野村は自著で、権藤を「典型的な投手タイプの性格」「監督になってからも豪快な野球を好み」「酒豪だった」ことなどから「私とはすべてに対照的な野球人である」と評している。
一方で、野村が楽天監督に就任した際、『週刊ポスト』の『危険球座談会』で、江本孟紀と東尾修が野村の監督就任に否定的な意見を述べたのに対し権藤は「楽天の選手は野球を知らなすぎる。この際に野村さんからきちんと野球を教わったほうがよい」と述べ、2020年に野村が逝去した際には「野村さんのすごさは人材を見極める眼力。人のやらないことをやるアイデアマン、すごい野球人」などと語り、野村の監督的手腕については高く評価している。

## 人物
同じ九州出身の大投手・稲尾和久を尊敬しており、投球フォームから普段の歩き方まで稲尾を模写するという私淑ぶりで、社会人野球（ブリヂストンタイヤ）時代に練習といえばひたすら稲尾の投球フォームをまねることだった。大きく振りかぶって、軸足の右足が爪先立ちになるくらい伸び上がって投げるフォームは稲尾とそっくりで、権藤は軸足のかかとの上げ方のためだけに別で1時間かけて練習していた。また、ちょっと首を傾けてややうつむき加減で走るところもよくまねたという。
一方で金田正一のNPB400勝の価値については、優勝を争ったところで投げていない(400勝の約90%にあたる353勝を弱小球団であった国鉄時代に挙げている)ということから否定している。
後進世代では菅野智之、大谷翔平、藤浪晋太郎の才能を「別格」と評しており、特に藤浪については「小さくまとまるべきではない」という趣旨で評価し、荒れ球も容認する考えを示している。同時に阪神時代の藤浪の起用法など二転三転した扱いについて阪神を批判しており「トレード出した方が良いんじゃないですか?」「あそこ(阪神)じゃ無理でしょ」と阪神というチームが藤浪を育成する器ではないと酷評した(2022年シーズン中時点)。
父親を早くに亡くしており、母親の手一つで育てられた。プロ入り以後、給料の半分は故郷の母の元へ送っていた。
ラグビーに造詣が深く、親交のある森重隆とテレビで対談したときには該博な知識を見せた。
ゴルフが趣味である。現役引退後に一時期ゴルフ関係の仕事に就いたことがある。プロゴルファーへの誘いもあったが断った。飛ばし屋で72歳にしてヘッドスピード48m/sを記録した。
江本孟紀と下柳剛によると、大のビール党であるという。

## 詳細情報

### 年度別投手成績
| 年 度     | 球 団     | 登 板 | 先 発 | 完 投 | 完 封 | 無 四 球 | 勝 利 | 敗 戦 | セ 丨 ブ | ホ 丨 ル ド | 勝 率 | 打 者 | 投 球 回 | 被 安 打 | 被 本 塁 打 | 与 四 球 | 敬 遠 | 与 死 球 | 奪 三 振 | 暴 投 | ボ 丨 ク | 失 点 | 自 責 点 | 防 御 率 | W H I P |
| --------- | --------- | ----- | ----- | ----- | ----- | -------- | ----- | ----- | -------- | ----------- | ----- | ----- | -------- | -------- | ----------- | -------- | ----- | -------- | -------- | ----- | -------- | ----- | -------- | -------- | ------- |
| 1961      | 中日      | 69    | 44    | 32    | 12    | 8        | 35    | 19    | --       | --          | .648  | 1645  | 429.1    | 321      | 20          | 70       | 8     | 3        | 310      | 3     | 1        | 97    | 81       | 1.70     | 0.91    |
| 1962      | 中日      | 61    | 39    | 23    | 6     | 3        | 30    | 17    | --       | --          | .638  | 1421  | 362.1    | 307      | 26          | 69       | 2     | 3        | 212      | 5     | 0        | 108   | 94       | 2.33     | 1.04    |
| 1963      | 中日      | 45    | 31    | 9     | 0     | 1        | 10    | 12    | --       | --          | .455  | 922   | 220.2    | 205      | 29          | 79       | 2     | 4        | 88       | 1     | 1        | 105   | 94       | 3.83     | 1.29    |
| 1964      | 中日      | 26    | 16    | 3     | 0     | 1        | 6     | 11    | --       | --          | .353  | 458   | 105.1    | 105      | 12          | 45       | 1     | 3        | 47       | 4     | 0        | 53    | 49       | 4.19     | 1.42    |
| 1968      | 中日      | 9     | 1     | 0     | 0     | 0        | 1     | 1     | --       | --          | .500  | 95    | 18.1     | 32       | 5           | 11       | 0     | 2        | 10       | 0     | 0        | 23    | 22       | 10.80    | 2.35    |
| 通算：5年 | 通算：5年 | 210   | 131   | 67    | 18    | 13       | 82    | 60    | --       | --          | .577  | 4541  | 1136.0   | 970      | 92          | 274      | 13    | 15       | 667      | 13    | 2        | 386   | 340      | 2.69     | 1.10    |

- 各年度の太字はリーグ最高

### 年度別打撃成績
| 年 度     | 球 団     | 試 合 | 打 席 | 打 数 | 得 点 | 安 打 | 二 塁 打 | 三 塁 打 | 本 塁 打 | 塁 打 | 打 点 | 盗 塁 | 盗 塁 死 | 犠 打 | 犠 飛 | 四 球 | 敬 遠 | 死 球 | 三 振 | 併 殺 打 | 打 率 | 出 塁 率 | 長 打 率 | O P S |
| --------- | --------- | ----- | ----- | ----- | ----- | ----- | -------- | -------- | -------- | ----- | ----- | ----- | -------- | ----- | ----- | ----- | ----- | ----- | ----- | -------- | ----- | -------- | -------- | ----- |
| 1961      | 中日      | 70    | 163   | 144   | 18    | 31    | 7        | 0        | 1        | 41    | 8     | 1     | 0        | 13    | 0     | 6     | 0     | 0     | 24    | 4        | .215  | .247     | .285     | .531  |
| 1962      | 中日      | 61    | 130   | 117   | 10    | 25    | 5        | 0        | 4        | 42    | 13    | 0     | 0        | 8     | 1     | 4     | 0     | 0     | 19    | 3        | .214  | .238     | .359     | .597  |
| 1963      | 中日      | 49    | 83    | 76    | 8     | 18    | 5        | 0        | 3        | 32    | 8     | 0     | 0        | 3     | 0     | 4     | 0     | 0     | 12    | 2        | .237  | .275     | .421     | .696  |
| 1964      | 中日      | 29    | 39    | 38    | 3     | 7     | 2        | 0        | 1        | 12    | 4     | 0     | 0        | 0     | 0     | 1     | 0     | 0     | 5     | 1        | .184  | .205     | .316     | .521  |
| 1965      | 中日      | 81    | 212   | 196   | 28    | 39    | 11       | 0        | 3        | 59    | 18    | 3     | 3        | 2     | 0     | 14    | 0     | 0     | 24    | 3        | .199  | .252     | .301     | .553  |
| 1966      | 中日      | 74    | 198   | 179   | 17    | 32    | 7        | 1        | 1        | 44    | 7     | 2     | 5        | 4     | 1     | 12    | 0     | 2     | 28    | 0        | .179  | .237     | .246     | .483  |
| 1967      | 中日      | 107   | 331   | 288   | 34    | 62    | 8        | 3        | 5        | 91    | 27    | 6     | 6        | 26    | 4     | 11    | 0     | 2     | 50    | 3        | .215  | .246     | .316     | .562  |
| 1968      | 中日      | 12    | 3     | 3     | 1     | 0     | 0        | 0        | 0        | 0     | 0     | 0     | 0        | 0     | 0     | 0     | 0     | 0     | 1     | 1        | .000  | .000     | .000     | .000  |
| 通算：8年 | 通算：8年 | 483   | 1159  | 1041  | 119   | 214   | 45       | 4        | 18       | 321   | 85    | 12    | 14       | 56    | 6     | 52    | 0     | 4     | 163   | 17       | .206  | .245     | .308     | .553  |

- 各年度の太字はリーグ最高

### 年度別監督成績
| 年度      | 球団      | 順位      | 試合 | 勝利 | 敗戦 | 引分 | 勝率 | ゲーム差   | チーム 本塁打 | チーム 打率 | チーム 防御率 | 年齢       |
| --------- | --------- | --------- | ---- | ---- | ---- | ---- | ---- | ---------- | ------------- | ----------- | ------------- | ---------- |
| 1998年    | 横浜      | 1位       | 136  | 79   | 56   | 1    | .585 | -          | 100           | .277        | 3.49          | 60歳       |
| 1999年    | 横浜      | 3位       | 135  | 71   | 64   | 0    | .526 | 10.0       | 140           | .294        | 4.44          | 61歳       |
| 2000年    | 横浜      | 3位       | 136  | 69   | 66   | 1    | .511 | 9.0        | 103           | .277        | 3.92          | 62歳       |
| 通算：3年 | 通算：3年 | 通算：3年 | 407  | 219  | 186  | 2    | .541 | Aクラス3回 | Aクラス3回    | Aクラス3回  | Aクラス3回    | Aクラス3回 |

※1　順位の太字は日本一
※2　1998年から2000年までは135試合制

### タイトル
- 最多勝利：2回 （1961年、1962年）※2年連続はセ・リーグ最長タイ記録（他は金田正一、村山実、平松政次、江川卓、遠藤一彦、斎藤雅樹、山本昌、セス・グライシンガー、内海哲也、菅野智之、青柳晃洋）
- 最優秀防御率：1回 （1961年）
- 最多奪三振：1回 （1961年）※当時連盟表彰なし

### 表彰
- 沢村栄治賞：1回 （1961年）※新人による受賞は3年連続。シーズン69登板は受賞者最多タイ
- 新人王（1961年）
- ベストナイン：1回 （1961年）
- 野球殿堂エキスパート部門（2019年）

### 記録
初記録
- 初登板・初勝利：1961年4月9日、対読売ジャイアンツ2回戦（後楽園球場）

その他の記録
- 投手三冠王：1回 （1961年）※史上10人目、22歳シーズンでの達成は前田健太と並ぶセ・リーグ最年少タイ
  - 投手三冠＋最多完封：史上7人目、新人史上唯一
- シーズン429.1投球回（1961年） ※セ・リーグ記録
- 新人記録（1961年）
  - 勝利数：35
  - 完封勝利数：12　※林安夫と並ぶタイ記録
  - 無四球完投試合数：8
  - 奪三振数：310

　　※ 32完投も新人セ・リーグ記録
- シーズン30勝以上：2年連続2度（1961年、1962年） ※2年連続はセ・リーグ記録。2度は杉下茂、金田正一と並ぶセ・リーグタイ記録。パ・リーグ、1リーグ時代を含めるとヴィクトル・スタルヒン、別所毅彦、杉浦忠と並ぶ歴代3位タイ記録。
- オールスターゲーム出場：3回 （1961年 - 1963年）

### 背番号
- 20 （1961年 - 1968年）
- 64 （1973年 - 1977年）
- 76 （1978年 - 1983年）
- 70 （1988年 - 1989年、1991年 - 1993年）
- 72 （1997年 - 2000年、2012年）

## 関連情報

### 著書
- 『教えない教え』（2010年11月17日、集英社、ISBN 978-4087205671）
- 『もっと投げたくはないか 権藤博からのメッセージ』（2014年10月7日、日刊スポーツ出版社、ISBN 978-4817203250）
- 『継投論 投手交代の極意』（2017年12月1日、廣済堂出版、ISBN 978-4331521281）- 二宮清純と共著
- 『打者が嫌がる投球論 投手が嫌がる打撃論』（2019年11月30日、廣済堂出版、ISBN 978-4331522653）- 二宮清純と共著

### 関連書籍
- 『権藤語録 プロ野球 横浜優勝への軌跡』（Group21編、1998年10月、ケイエスエス、ISBN 978-4877092924）
- 『勝つ管理 私の流儀 横浜ベイスターズ38年ぶりの日本一！』（永谷脩著、小学館、1999年1月、ISBN 4093795428）
- 『決断 権藤博と東尾修の1年』（永谷脩著、文藝春秋、1999年1月、ISBN 4163547606）

### 出演番組
- 『東海ラジオ ガッツナイター』
- 『BASEBALL SPECIAL〜野球道〜』（フジテレビ系列のプロ野球中継。東海テレビローカルでは「プロ野球中継」のタイトル）
- 『プロ野球ニュース』（フジテレビ系地上波時代に出演）
- 『ヒロミツのスーパードラゴンズ』（東海テレビ）
- 『プロ野球列伝〜不滅のヒーローたち〜』（テレビ愛知）
- 『談志・陳平の言いたい放だい』（TOKYO MX - 2005年5月7日、ゲスト）
- 『談志の格言』（TOKYO MX - 2009年4月26日、ゲスト）
- 『スーパーベースボール』（メ〜テレ、2008年6月11日（水）福岡ソフトバンクホークス対中日ドラゴンズ。本数契約）
- 『鈴木敏夫のジブリ汗まみれ』（TOKYO FM - 2009年9月8日、9月15日、2010年4月27日、10月12日、ゲスト）